# Reola
Reola est un village de la commune de Ülenurme du comté de Tartu en Estonie.
Au 31 décembre 2011, il compte 174 habitants.
Reola abrite l'aéroport de Tartu.